# Smethwick
Smethwick is een plaats in het bestuurlijke gebied Sandwell, in het Engelse graafschap West Midlands.

## Foto's

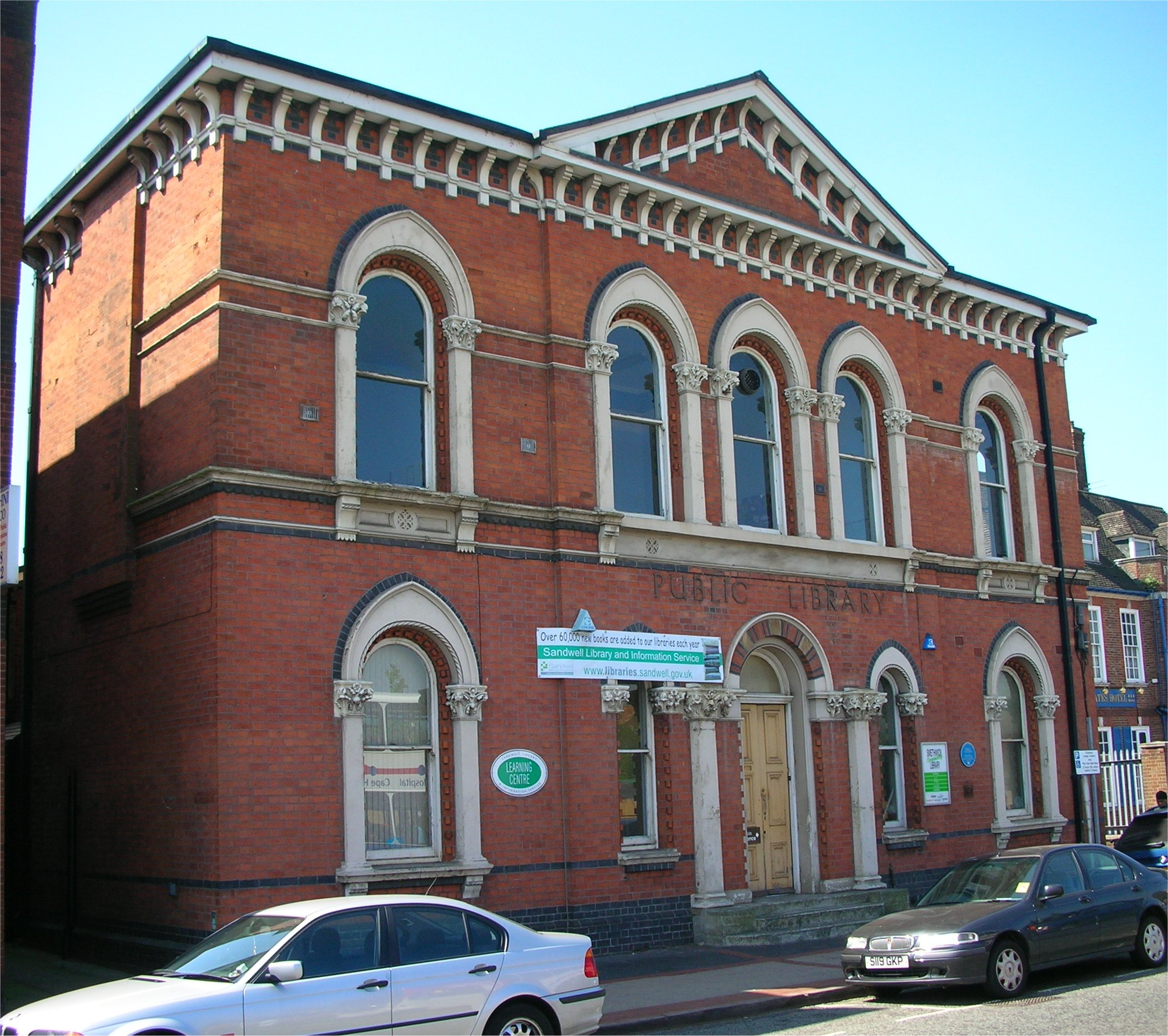
Bibliotheek
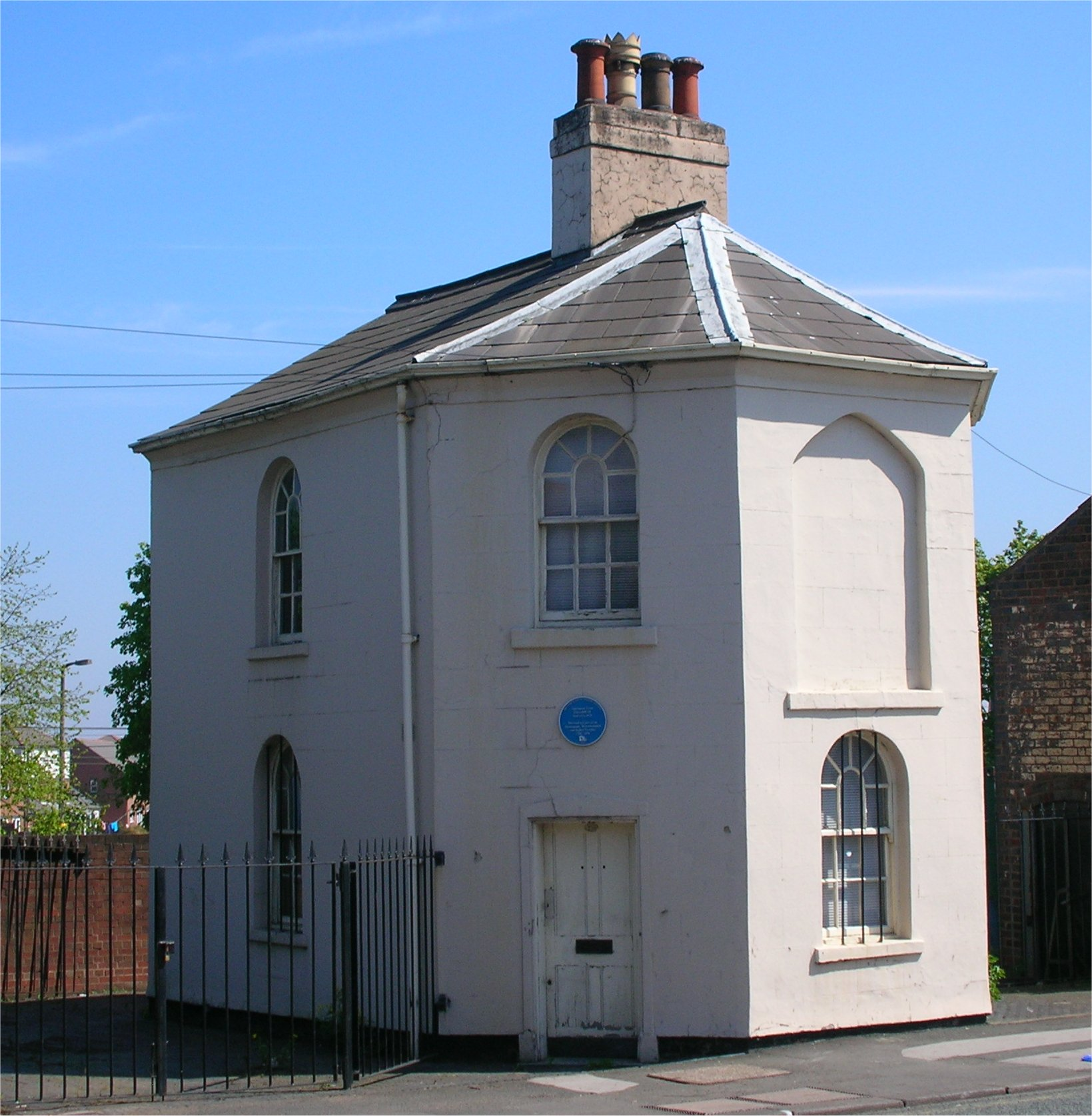
Tolhuis
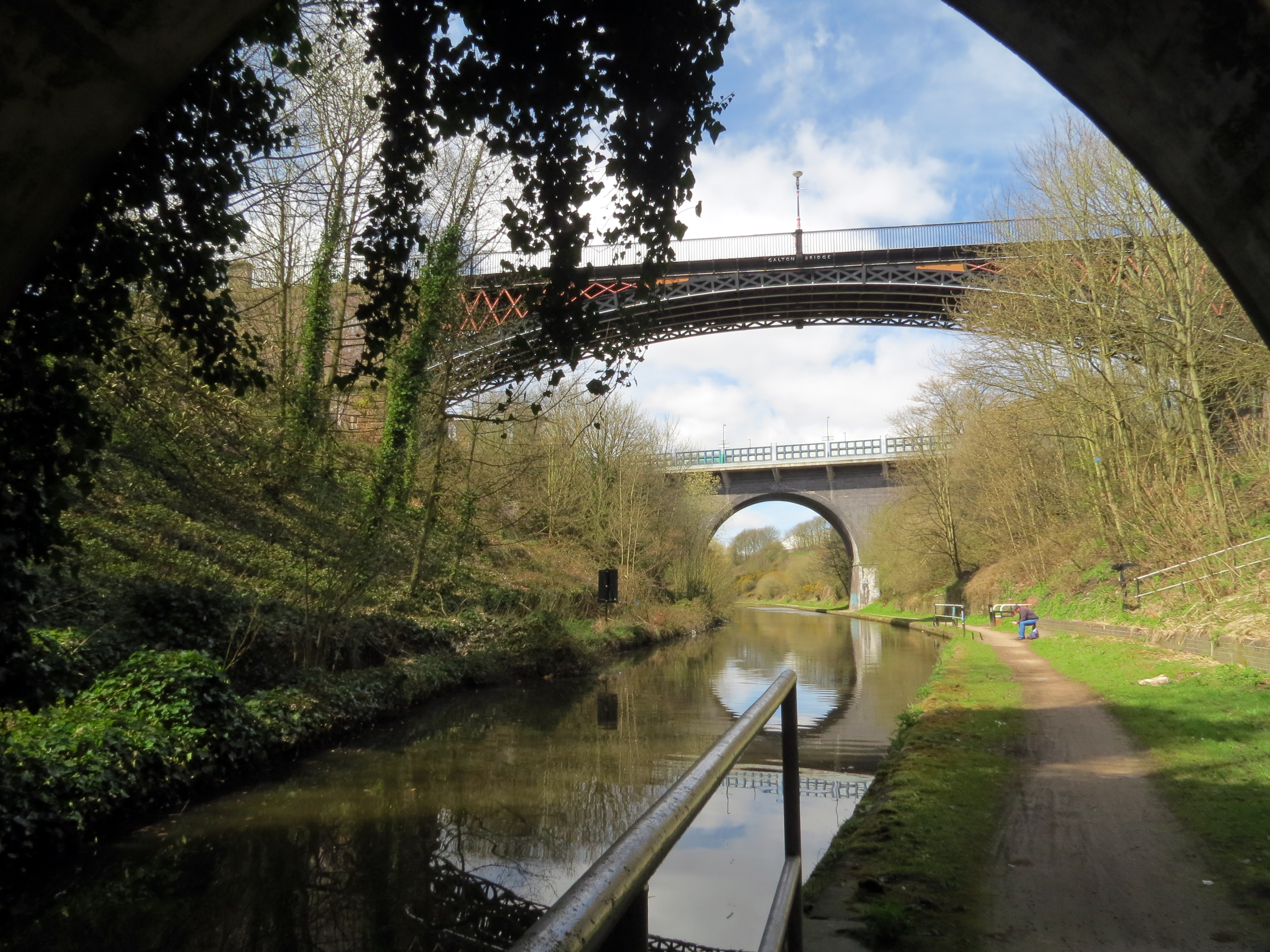
Brug

## Geboren
- Ken Wharton (1916-1957), autocoureur
- Richard Swinburne (1934), godsdienstfilosoof
- Lee Hughes (1976), voetballer